# Lacroix-Saint-Ouen
Lacroix-Saint-Ouen település Franciaországban, Oise megyében. Lakosainak száma 5175 fő (2022. január 1.). Lacroix-Saint-Ouen Compiègne, Armancourt, Jaux, Le Meux, Rivecourt, Saint-Jean-aux-Bois, Saint-Sauveur és Verberie községekkel határos.

## Népesség
A település népességének változása:
| Lakosok száma | 4334 | 4306 | 4773 | 4708 | 4894 | 4891 | 4943 | 4978 | 5175 |
|               | 2013 | 2015 | 2016 | 2017 | 2018 | 2019 | 2020 | 2021 | 2022 |